# Norrtälje IK
Norrtälje IK är en ishockeyklubb som bildades 1933 i Norrtälje. Laget har spelat i gula tröjor och röda byxor men inför säsongen 2009/10 bytte man till röda matchtröjor. Laget har senare även bytt till svarta byxor. Herrlaget spelar säsongen 2024/2025 i HockeyTvåan Östra A. Hemmaarena är Contigahallen i Norrtälje med en kapacitet på ca 1000 besökare.

## Kända spelare med ett förflutet i klubben
- Niklas Andersson (född 1986), back, har representerat ett flertal klubbar i SHL och Hockeyallsvenskan, bl.a. Brynäs, Leksand, Djurgården, Almtuna, Mora, Asplöven och Timrå. Niklas har även spelat för J18- och J20-landslagen. Niklas återvände säsongen 2014/15 till Norrtälje och var med när laget avancerade till division två innan han lade av med ishockeyn. Säsongen 15/16 är Andersson tränare i klubben.[2][3][4]
- Patrik Andersson, back, bror till Niklas Andersson, har spelat för Brynäs, Kitchener Rangers i OHL och Mora samt i juniorlandslaget. Han tvingades 2013 att lägga av med ishockeyn p.g.a. skador.[5][6]
- Peter Åslin, målvakt, vann SM-guld två gånger med AIK (81/82 och 83/84) samt en gång med HV71 (94/95). Debuterade i Norrtälje IK:s A-lag som 14-åring. Var draftad som nummer 125 av St. Louis Blues 1981. Hade tre VM-silver samt ett guld, och även ett OS-brons från Calgary 1988.[7]
- David Åslin, forward, son till Peter Åslin, spelade som ungdom i Norrtälje IK. Har representerat Leksand, IF Troja-Ljungby och Växjö Lakers.[8]
- Tomas Strandberg, forward, har spelat med Västerås IK, AIK, Djurgården samt i klubbar i Schweiz och Österrike, bl.a. HC Davos. Spelade 4st A-landskamper och 19st juniorlandskamper.[9]
- Eddie Läck, målvakt, spelade i Norrtälje IK som ungdom för att sedan spela juniorhockey i Djurgården. Har sedan representerat såväl Leksand (junior- och seniornivå) samt Brynäs (seniornivå). Idag spelar Eddie för Vancouver Canucks i NHL.[10]
- Sabina Küller, center, aktiv i SDHL med AIK med vilka hon vunnit guld (2012/2013). Flera matcher för damkronorna, bl.a. VM.[11]